# Axel Gustafsson (1900–1992)
Johan Axel Teofil Gustafsson i riksdagen kallad Gustafsson i Borås, född 13 oktober 1900 i Ljungarum, död 26 januari 1992 i Borås, var en svensk pastor och politiker (folkpartist). 
Axel Gustafsson, som var son till en lantarbetare, utbildade sig vid Svenska missionsförbundets teologiska seminarium 1922–1925 och var sedan predikant i Värmlands Ansgariiförening 1925–1926 samt pastor i Karlskoga 1926–1927, Degerfors 1928–1932, Skara 1932–1935, Nässjö 1935–1940, Oskarshamn 1940–1943 och Borås 1943–1949. Han var också politisk medarbetare i Borås Tidning och Jönköpings-Posten.
Gustafsson var riksdagsledamot i andra kammaren 1949–1968 för Älvsborgs läns södra valkrets. I riksdagen var han bland annat ledamot i första lagutskottet 1953–1958 och 1961–1968. Han var särskilt engagerad i alkoholpolitik och religionsfrågor, till exempel kristendomsundervisningen i skolan.